# 吕尔站
吕尔站，是法国的一个铁路车站，位于法国东部城市吕尔。

## 位置
吕尔站位于吕尔市区中心，巴黎－米卢斯铁路410.969公里处，距离吕尔市政府大约300米。车站大致呈东西走向，开口朝北。站址位于巴黎－米卢斯铁路410.969公里处，同时也是布兰维勒－吕尔铁路的终点。

## 历史
吕尔站建成于1858年，彼时正为法国工业革命的高潮阶段，而吕尔附近发现的煤炭资源使得这座城市快速发展并带动人口数量的急剧上升，同时也使得吕尔站逐渐成为了一个重要的铁路车站。但到了二战以后，随着煤炭资源的衰竭，吕尔城市人口开始下降，吕尔站的旅客数量也不断减少。且由于吕尔站所在的巴黎－米卢斯铁路尚未完成电气化，致使吕尔乃至整个上索恩省都没有开行TGV列车。

## 设施
吕尔站设有人工售票窗口，其开放时间如下：
- 周二至五：10:00~12:40和14:00~18:30
- 周六：09:15~16:30
- 周日和周一关闭。

此外吕尔站还设有自动售票机等设施。

## 停靠线路
以下列车线路在吕尔站停靠：
| 吕尔站列车线路表 |           |            |        |                                   |
| 线路             | 车种      | 上一站     | 下一站 | 大致运行频率                      |
| 巴黎—贝尔福      | INTERCITÉ | 沃苏勒     | 贝尔福 | 每天4趟左右（页面存档备份，存于） |
| 沃苏勒—贝尔福    | TER       | 沃苏勒     | 洪尚   | 每天6趟左右                       |
| 埃皮纳勒—贝尔福  | TER       | 吕克塞莱班 | 洪尚   | 每天7趟左右                       |
| 1. 2.            |           |            |        |                                   |

## 配套交通

### 长途客车
| 停靠吕尔站的大巴车 |                                   |                                                                    |
| 上下车地点         | 运营单位                          | 主要目的地                                                         |
| 吕尔市区内各地     | 上索恩省城际客运 Lignes saônoises | 沃苏勒、埃里库尔及 吕尔附近主要市镇                                |
| 吕尔站门口         | SNCF Car TER                      | 当某条铁路线施工或罢工时，SNCF可能会提供途径该线路沿途站点的大巴车 |
| 1. 2. 3.           |                                   |                                                                    |

### 市内交通
吕尔站附近暂无城市公共交通线路，由吕尔站步行2分钟即可到达吕尔市中心。

### 社会车辆
吕尔站门口设有社会车辆停车场。

## 临近车站
| 吕尔站（Gare de Lure）         |                    |                 |
| 上行车站                       | 线路               | 下行车站        |
| 沃苏勒站 30km ←                | 巴黎－米卢斯铁路   | 洪尚站 → 10.2km |
| 吕克塞莱班站 18.4km ←          | 布兰维勒－吕尔铁路 | （终点）        |
| - 本表仅显示运营中的线路及车站 |                    |                 |